# Deux Bassins
Deux Bassins (în arabă الحوضان) este o comună din provincia Médéa, Algeria.
Populația comunei este de 3.487 de locuitori (2008).